# دانشکده مدیریت و حسابداری دانشگاه آزاد قزوین
دانشکده مدیریت و حسابداری دانشگاه آزاد اسلامی قزوین در سال ۱۳۷۸ در شهر قزوین گشایش یافت. این دانشکده در پردیس دانشگاه آزاد در منطقه باراجین قزوین واقع می‌باشد. ریاست دانشکده مدیریت و حسابداری از سال ۹۶ تا اکنون، پروفسور سید مهدی الوانی است.

## مقاطع تحصیلی
این دانشکده در رشته‌های مدیریت و حسابداری و حقوق در مقاطع کاردانی، کارشناسی و کارشناسی‌ارشد پیوسته و ناپیوسته و دکترای تخصصی به صورت پاره‌وقت و تمام‌وقت دایر می‌باشد.

## منبع
وب‌گاه دانشگاه آزاد قزوین